# Kjøbenhavns Sporvei-Selskab
Kjøbenhavns Sporvei-Selskab (KSS) var et af flere hestesporvejssselskaber i København. Det stiftedes af C. F. Tietgen i 1865 til erstatning for det engelskejede selskab Copenhagen Railway Company (CRC). CRC havde åbnet Københavns første sporvejslinje i 1863 men havde måttet træde i likvidation. KSS blev efterhånden byens største sporvejsselskab med en række linjer. Det blev slået sammen med fire andre sporvejs- og omnibusselskaber sluttet sammen til De kjøbenhavnske Sporveje (DKS) 1. august 1898.

## Historie
Kjøbenhavns Sporvei-Selskab oprettedes i december 1865 og overtog pr. 1. januar 1866 anlæg, vogne, koncessioner mv. fra Copenhagen Railway Company, der var trådt i frivillig likvidation. Ved overtagelsen var der en linje fra Frederiksberg Runddel via nuværende Rådhuspladsen, Kongens Nytorv og Østerbrogade til krydset ved Jagtvej. 18. november 1866 oprettedes en ny linje med samme endepunkter, Sorte Hest-linien, men med kørsel ad Vesterbrogade - Pile Allé, hvor den eksisterende linje, Hovedlinien, kørte ad Frederiksberg Allé. I praksis blev de to linier drevet sammen, idet der skiftevis kørtes ad Frederiksberg Alle og ad Vesterbrogade. Fra antagelig 1883 havde Sorte Hest-linien imidlertid også særlige vogne, der kun kørte mellem Frederiksberg Runddel og Tivoli.
I den modsatte ende af strækningen havde selskabet koncession på forlængelse til Tårbæk men ansøgte i august 1867 om at blive løst fra forpligtigelsen til at anlægge den. Københavns Kommune pålagde selskabet at anlægge strækningen til Slukefter ved kommunegrænsen men fritog det for resten. 29. juni 1868 fulgte så forlængelsen til Slukefter. Til Tårbæk kom sporvognene derimod aldrig.
19. maj 1868 oprettede KSS en ny og meget kort linje mellem Tivoli og Klampenborgbanegården, en del af Københavns anden banegård fra 1863. 2. november 1869 forlængedes den nye linje ad Gyldenløvesgade og Korsgade til krydset ved Griffenfeldsgade og i den anden ende ad Hovedliniens spor til Kongens Nytorv.
I 1868-69 byggedes en ny Knippelsbro og i den forbindelse ansøgte flere om koncession på en linje over den til Christianshavn. Det blev imidlertid KSS, der trak det længste strå og 19. december 1872 kunne åbne Christianshavnslinien fra Kongens Nytorv via Knippelsbro og Torvegade til Amagerport. 1. april 1873 omlagdes linien, så der i stedet for til Kongens Nytorv kørtes ad Hovedliniens spor til Frederiksberg Runddel. 1. august 1884 forlængedes linjen fra Amagerport ad Amagerbrogade til Kirkevej og blev siden kendt som Sundbylinien.
23. marts 1884 afkortedes kørslen til Slukefter til Trianglen, da strækningen blev overtaget af Strandveiens Dampsporvei Selskab, der etablerede kørsel med dampsporvogne mellem Trianglen og Klampenborg. I Indre By kom KSS til at konkurrere med sig selv, da man 11. juli 1888 oprettede Store Kongensgade-linien fra Kongens Nytorv ad Store Kongensgade til Trianglen, hvor Hovedlinien og Sorte Hest-linien kørte ad parallelgaden Bredgade. 1. oktober 1892 ophørte trafikken med dampsporvogne og KSS oprettede en ny linje mellem Trianglen og Slukefter, Slukefterlinien. Allerede halvanden måned senere, 16. november 1892 kombineredes denne med Store Kongensgade-linien.
Mod sydvest blev det til to nye linier, Istedgadelinien der oprettedes 8. oktober 1893 og Valbylinien der kom til 1. juni 1894. Istedgadelinien gik fra Højbro over de senere banegårdsarealer og ad Istedgade til Vestre Kirkegård. Valbylinien gik fra Rådhuspladsen ad Sorte Hest-liniens spor ad Vesterbrogade og derfra videre ad Pile Allé og Valby Langgade til nuværende Toftegårds Allé.
En af de sidste ændringer i selskabets levetid fandt sted i 1896, da Sorte Hest-linien blev udskilt fra Hovedlinien og nu kun kørte mellem Frederiksberg Runddel og Tivoli. Året efter, nærmere bestemt 1. maj 1897, blev Sundbylinien afkortet fra Frederiksberg Runddel til Højbro men samtidig forlænget i den anden ende fra Kirkevej til en ny remise ved Augustagade.
Tiden var imidlertid ved at rinde ud for KSS, der sammen med fire andre selskaber indgik i det 22. april 1898 dannede De kjøbenhavnske Sporveje med henblik på elektricering af byens sporvejsnet. KSS havde ikke været det mest profitable af selskaberne, men det var til gengæld det største, og ikke unaturligt blev det da også dennes farveskema med gule vognsider og hvide vinduespartier, der blev standard for det nye selskab. Farver der var arvet fra det hedengangne CRC, og som også de senere Københavns Sporveje og Hovedstadsområdets Trafikselskab arvede.
I løbet af 1901-02 elektrificeredes alle selskabets linier med undtagelsen af Korsgadelinien, der nedlagdes 24. april 1903. Ved indførelsen af linjenumre 27. november 1902 nåede den dog at få nummer 13, mens de øvrige linier nu kunne genfindes som linje 1, 2, 6 og en del af linje 4.

## Remiser
- Allégade - Kun stalde.[17]
- Augustagade - Bygget i 1897. Nedlagt efter elektrificeringen i 1901 og erstattet af den nye Sundby Remise.[18][19]
- Frederiksberg Allé - Bygget som træbygning i 1865, erstattet med muret bygning i 1883 og ombygget til elektrisk drift i 1901. Nedlagt i 1927 og revet ned.[20]
- Gartnergade - Bygget i 1869. Nedlagt i 1903.[21]
- Nordre Frihavnsgade - Bygget i 1888 og i drift til 1901. Efterfølgende ombygget til fabrik og revet ned i 1970.[22]
- Slukefter - Bygget i 1868. Nedlagt efter elektrificeringen.[23]
- Valby[24]
- Vesterfælledvej - Bygget i 1893. Nedlagt efter elektrificeringen i 1902.[25]

## Linjenet
| Linje                             | Oprettet          | Ophørt                               | Lanterne | Linjeføring i 1897 (evt. ved nedlæggelse) | Bemærkninger |
| --------------------------------- | ----------------- | ------------------------------------ | -------- | --- | --- |
| Hovedlinien                       | 22. oktober 1863  | 4. december 1901 - 27. november 1902 | Rød      | Frederiksberg Runddel - Frederiksberg Alle - Vesterbrogade - Rådhuspladsen - Vester Voldgade - Vindebrogade - Christiansborg Slotsplads - Holmens Kanal - Kongens Nytorv - Bredgade - Østerbrogade - Trianglen | Elektrificeret i fire etaper. Fik linienummer 1 27. november 1902.                                                     |
| Sorte Hest-linien                 | 18. november 1866 | 16. oktober 1901                     | Grøn     | Frederiksberg Runddel - Pile Allé - Vesterbrogade - Rådhuspladsen | Oprindelig drevet sammen med Hovedlinien men udskilt i 1896.                                                           |
| Korsgadelinien                    | 19. maj 1868      | 24. april 1903                       | Gul      | Korsgade - Gyldenløvesgade - Vester Farimagsgade - Rådhuspladsen - Vester Voldgade - Vindebrogade - Christiansborg Slotsplads - Holmens Kanal - Kongens Nytorv                                                 | Fik linienummer 13 27. november 1902.                                                                                  |
| Sundbylinien                      | 19. december 1872 | 22. november 1901 (elektrificeret)   | Hvid     | Højbro Christiansborg Slotsplads - Slotsholmsgade - Knippelsbro - Torvegade - Amagerbrogade - Augustagade | Oprindelig Christianshavnslinien. Sammenlagt med Valbylinien 22. juli 1902 og fra 27. november 1902 med linienummer 2. |
| Store Kongensgade-Slukefterlinien | 11. juli 1888     | 28. april 1902                       | Blå      | Kongens Nytorv - Store Kongensgade - Østerbrogade - Trianglen - Strandvejen - Slukefter | Oprindelig Store Kongensgade-linien men kombineret med Slukefterlinien 16. november 1892. Oprindelig hvid lanterne.    |
| Slukefterlinien                   | 1. oktober 1892   | 16. november 1892                    | Hvid     | Trianglen - Østerbrogade - Strandvejen - Slukefter | Kombineret med Store Kongensgade-linien.                                                                               |
| Istedgadelinien                   | 8. oktober 1893   | 22. juli 1902 (elektrificeret)       | Blå      | Vestre Kirkegård - Vestre Kirkegårds Allé -- Vesterfælledvej - Ny Carlsberg Vej - Enghave Plads - Istedgade - Gasværksvej - Halmtorvet - Reventlowsgade - Tietgensgade - Stormgade - Vindebrogade - Højbro     | Fik linienummer 6 27. november 1902.                                                                                   |
| Valbylinien                       | 1. juni 1894      | 16. oktober 1901 (elektrificeret)    | Grøn     | Valby, Toftegårds Allé - Valby Langgade - Pile Allé - Vesterbrogade - Rådhuspladsen | Sammenlagt med Sundbylinien 22. juli 1902 og fra 27. november 1902 med linienummer 2.                                  |